# Bradfield Combust
Bradfield Combust är en by i Bradfield Combust with Stanningfield, West Suffolk, Suffolk, England. Den har en kyrka. År 1988 blev den en del av den då nybildade Bradfield Combust with Stanningfield. Parish hade 108 invånare år 1961.